# Tassadia decaisneana
Tassadia decaisneana är en oleanderväxtart som beskrevs av Friedrich Anton Wilhelm Miquel. Tassadia decaisneana ingår i släktet Tassadia och familjen oleanderväxter. Inga underarter finns listade i Catalogue of Life.